# Roccia filoniana
Le rocce filoniane o ipoabissali o subvulcaniche sono un tipo di rocce magmatiche che cristallizza interamente o in gran parte a modesta profondità, in corpi di varia forma ma quasi sempre di ridotte dimensioni.

## Genesi
Di solito il magma risalendo comincia a raffreddarsi in profondità formando cristalli evidenti, analoghi a quelli delle rocce intrusive, che diventeranno i fenocristalli della roccia finale. Quando il magma si avvicina alla superficie terrestre senza raggiungerla o si infila in fratture formando filoni, il suo raffreddamento si fa più rapido perché le rocce incassanti sono più fredde che in profondità. Cedendo rapidamente calore alle rocce circostanti, il magma nel filone cristallizza ad una velocità maggiore rispetto a quella della massa magmatica il cui raffreddamento genererà le rocce intrusive, ma minore rispetto a quella delle rocce effusive, che si raffreddano al contatto con l'atmosfera terrestre. Il risultato è la formazione di una roccia completamente cristallina (olocristallina), ma a grana molto fine (afanitica o faneritica fine),  con o senza i cristalli formatisi in profondità.

## Tessiture delle rocce filoniane
A seconda delle modalità di messa in posto, le rocce filoniane presentano principalmente quattro diverse tessiture:
- porfirica, quando conservano i primi cristalli formati in profondità, che diventano fenocristalli immersi in una matrice o pasta di fondo a grana fine. È la tessitura di gran lunga più comune;
- afanitica o faneritica fine, quando i primi cristalli si separano dal fuso e questo viene iniettato nelle fratture senza di essi;
- aplitica una particolare tessitura di rocce composte esclusivamente o quasi di minerali sialici (quarzo e feldspati), con cristalli formatisi tutti contemporaneamente e quindi privi di una forma geometrica regolare (tessitura xenomorfica o allotriomorfica);
- pegmatitica presente in piccoli corpi magmatici o filoni di scarsa estensione vicini alla superficie. È una forma particolare di tessitura porfirica, dove i fenocristalli assumono dimensioni molto grandi (pluricentimetriche) o addirittura gigantesche (molti metri) e la pasta di fondo è faneritica. È determinata dalle frazioni residue di fuso di un magma quasi completamente cristallizzato, nelle quali si concentrano gas ed elementi volatili rari, che rallentano la nucleazione dei cristalli.

## Problemi nomenclaturali

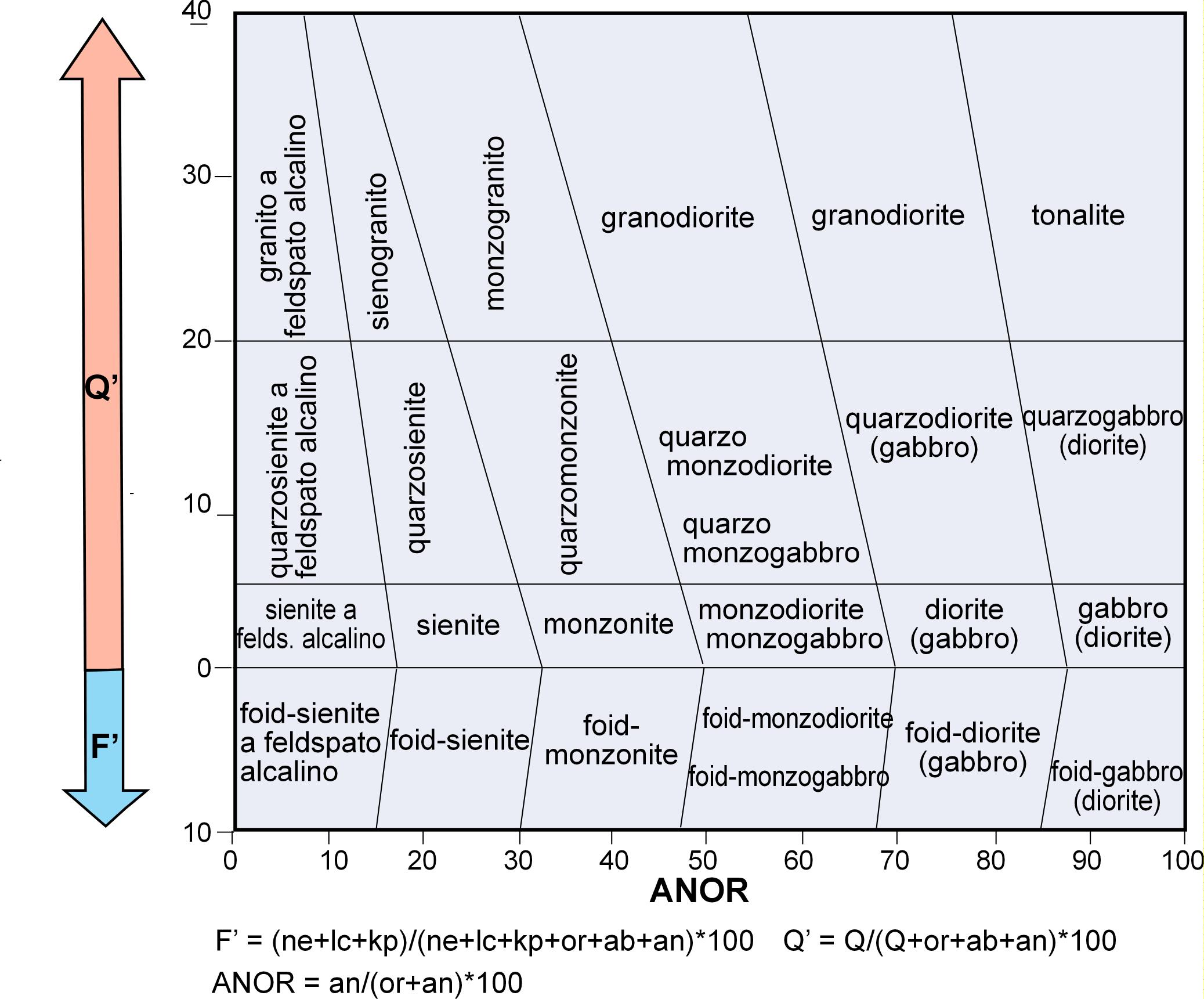
Nomenclatura delle rocce filoniane sialiche in base al calcolo delle percentuali dei costituenti normativi. In basso il significato dei parametri Q', F' e ANOR (Q=quarzo; lc=leucite; kp=kaliofilite; or=ortoclasio; ab=albite; an=anortite)

In passato, specialmente nella letteratura scientifica italiana, le rocce filoniane erano sistematicamente aggregate alle rocce intrusive, alle quali si pensava fossero sempre geneticamente correlate. Questo approccio può essere valido quando la tessitura è faneritica, ossia mostra cristalli visibili ad occhio nudo, che si presume essersi formata ad una certa profondità. D'altra parte quando la tessitura è afanitica micro- o criptocristallina sembra più corretto utilizzare la terminologia delle rocce effusive.  
Per superare il problema F. Innocenti, S. Rocchi, R. Trigila (1999) consigliano di: 
«usare per le rocce ipoabissali la sistematica intrusiva quando esistano chiare relazioni spazio-temporali tra dicchi floni e masse plutoniche, mentre si seguirà la nomenclatura delle rocce vulcaniche e la corrispondente procedura classificativa negli altri casi».
Se si sceglie di applicare la nomenclatura intrusiva e la grana è sufficientemente grande per riconoscere i minerali della pasta di fondo, si usa il nome della roccia intrusiva corrispondente preceduto dal prefisso micro- (es:  microdiorite, microgranito) quando la tessitura è priva di fenocristalli, o il termine porfido seguito dal nome della roccia intrusiva quando sono presenti fenocristalli. Tuttavia quest'ultimo termine è stato utilizzato in passato solo per le rocce acide o intermedie tanto intrusive quanto effusive, mentre per quelle basiche si usava il termine porfiriti. 
Oggi i termini porfido e porfirite sono considerati obsoleti e si preferisce utilizzare il nome della roccia intrusiva seguito dall'aggettivo porfirico o porfirica (ad esempio il porfido granitico diventa granito o microgranito porfirico).
Nella maggioranza dei casi, tuttavia, è difficile o impossibile utilizzare l'analisi modale, indispensabile per entrare nei diagrammi classificativi QAPF delle rocce magmatiche.  In questi casi è consigliato l'uso del diagramma di Streckeisen e Le Maitre (1979) qui a lato, basato sulla  norma, considerato equivalente alla classificazione modale basata sul diagramma QAPF.
Le rocce filoniane porfiriche, più o meno alcaline, ricche in minerali mafici e con fenocristalli di soli minerali mafici vanno sotto il nome comprensivo di lamprofiri e hanno una loro nomenclatura specifica. Affini ai lamprofiri sono le lamproiti, rocce filoniane peralcaline e ultrapotassiche. Apliti, granofiri e pegmatiti sono particolari rocce filoniane associate ai magmi granitici-granodioritici.

## Galleria d'immagini

rocce filoniane comuni
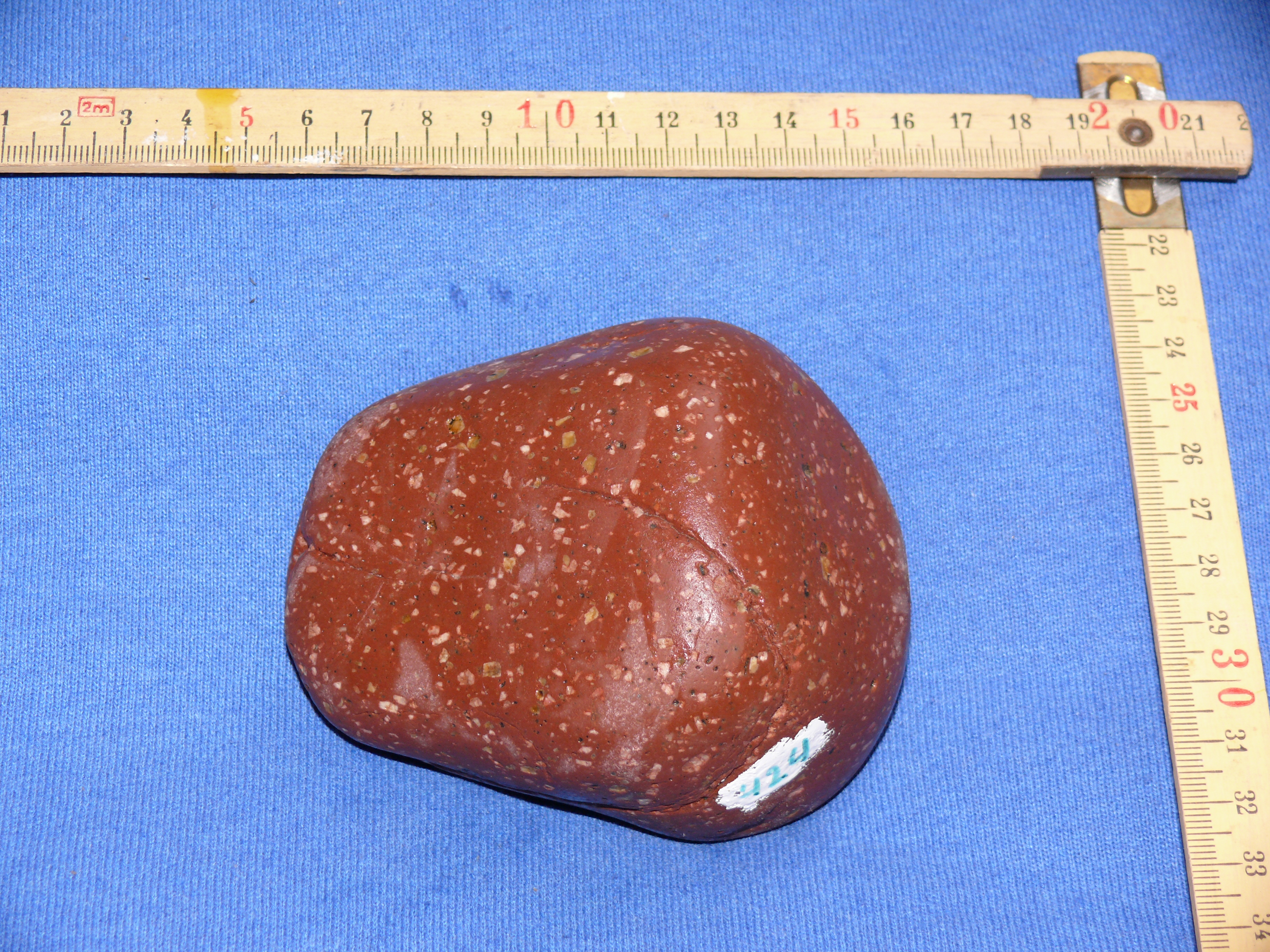
Porfido rosso, usato per molti monumenti antichi e moderni ed in architettura per rivestimenti di pregio
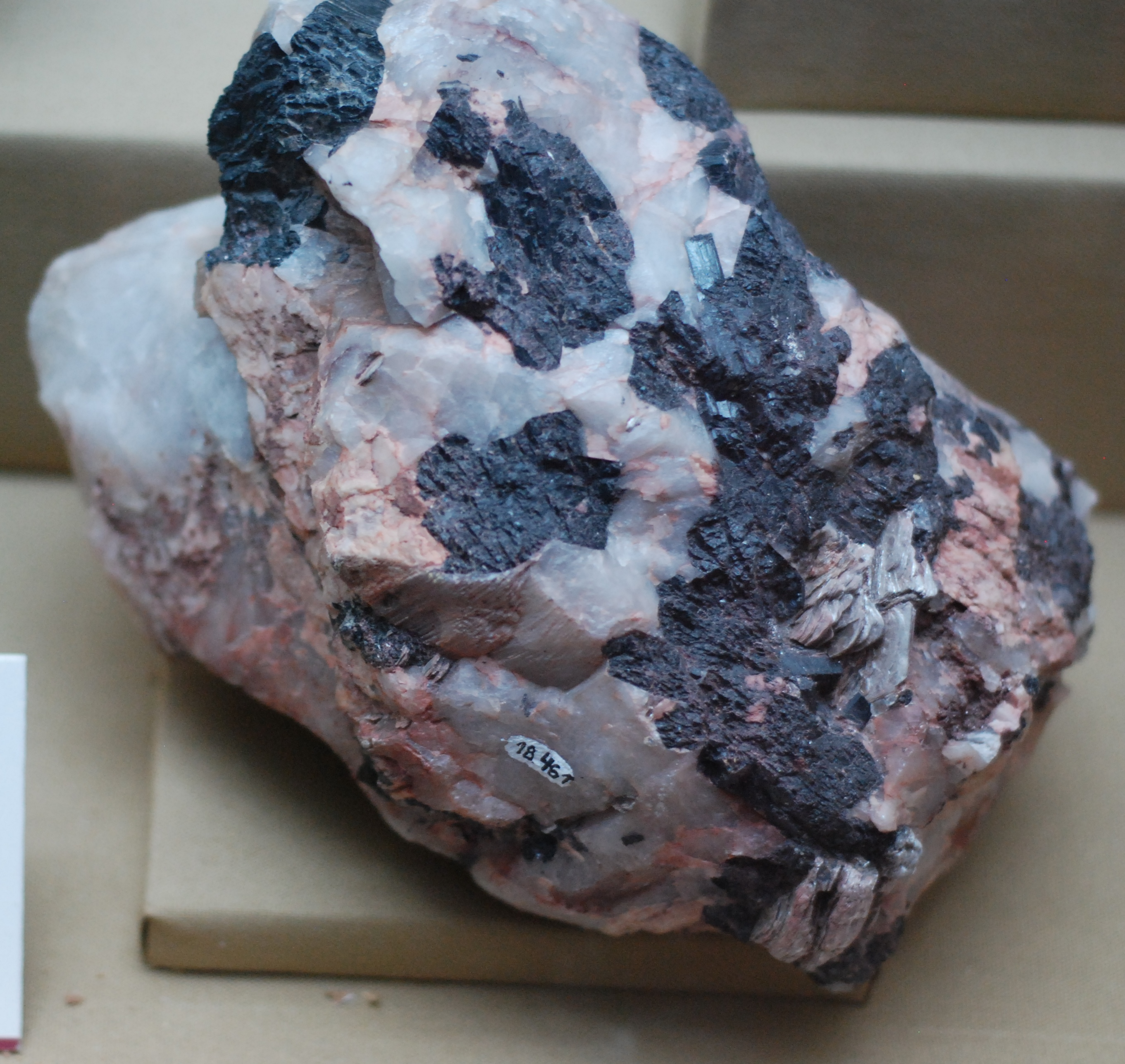
Pegmatite: roccia a grana grossolana e con composizione mineralogica simile a quella dei graniti
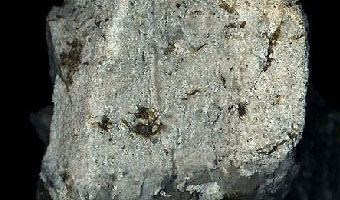
Aplite: stessa composizione mineralogica del granito,  simili alla pegmatite ma a tessitura più fine
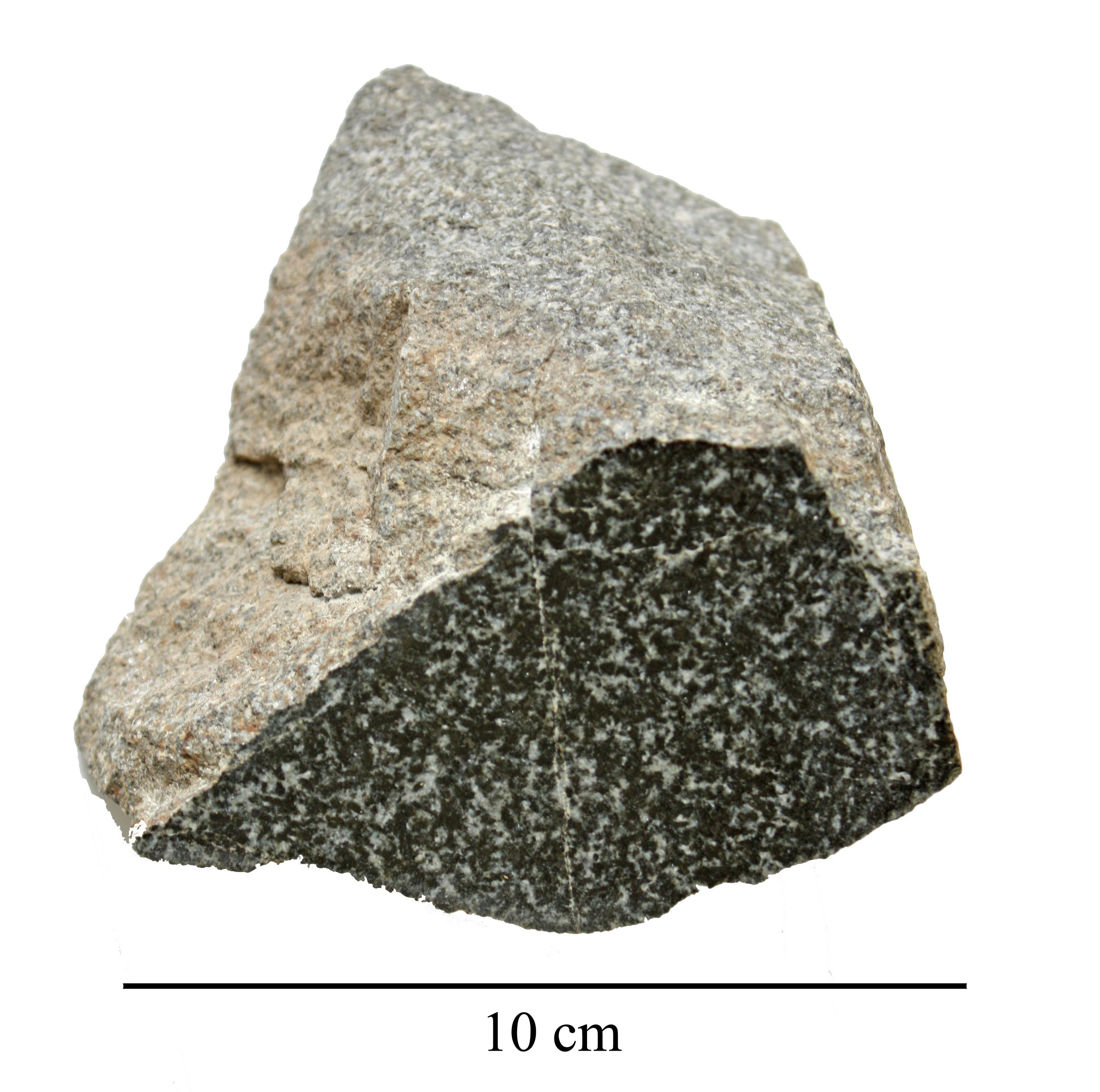
Diabase: stessa composizione del gabbro (intrusivo) e del basalto (effusivo)